# Louis Lapointe
Pour les articles homonymes, voir Lapointe.
Louis Lapointe est un céiste français né le 15 avril 1992 à Épinal et pratiquant la descente. Spécialisé dans le canoë monoplace (C1).
II court également en canoë biplace (C2) avec Tony Debray lors des championnats du monde en 2014. 
Il est licencié au club de Gérardmer, et étudiant à l'INSA de Toulouse.

## Palmarès

### Championnats du monde
- 2009 à Buoch,  Suisse, Junior
  -  Médaille d'argent en sprint C1
  -  Médaille de bronze en classique C1
  -  Médaille d'or en classique C1 par équipe
  -  Médaille d'or en sprint C1 par équipe
- 2014 à Valtellina,  Italie
  - 8e place en classique C1
  -  Médaille d'argent en classique C2
  -  Médaille d'or en classique C1 par équipe
  -  Médaille d'or en classique C2 par équipe
  - 8e place en sprint C1
  - 10e place en sprint C2
  -  Médaille d'or en sprint C1 par équipe
  -  Médaille d'or en sprint C2 par équipe
- 2015 à Vienne,  Autriche
  - 6e place en sprint C2
  -  Médaille d'or en sprint C2 par équipe
- 2016 à Banja Luka,  Bosnie-Herzégovine
  -  Médaille d'or en classique C2
  -  Médaille d'or en sprint C2 par équipe
  -  Médaille d'argent en classique C2 par équipe
  -  Médaille d'argent en sprint C1 par équipe
  -  Médaille de bronze en classique C1 par équipe
  -  Médaille de bronze en sprint C2
- 2017 à Pau,  France
  -  Médaille d'or en sprint C1 par équipe
  -  Médaille d'or en sprint C2 par équipe
  -  Médaille d'argent en sprint C2
- 2018 à Muotathal,  Suisse
  -  Médaille d'or en classique C2 par équipe
  -  Médaille d'or en sprint C2 par équipe
  -  Médaille d'or en classique C2 par équipe
  -  Médaille d'argent en classique C1
  -  Médaille d'argent en sprint C1 par équipe
  -  Médaille d'argent en classique C2
  -  Médaille de bronze en classique C1 par équipe
  -  Médaille de bronze en sprint C2
- 2019 à La Seu d'Urgell,  Espagne
  -  Médaille d'or en sprint C1
  -  Médaille d'or en sprint C2
  -  Médaille d'or en sprint C1 par équipe
  -  Médaille d'or en sprint C2 par équipe

### Championnats d'Europe
- 2010 à Kraljevo,  Serbie, Junior
  -  Médaille de bronze en classique C1
  -  Médaille d'or en sprint C1
  -  Médaille d'argent en classique C1 par équipe
  -  Médaille d'or en sprint C1 par équipe

### Championnats de France
- Sprint :
  -  Médaille d'or en C1 2007, 2008 (cadet) et 2010 (junior)
  -  Médaille d'or en C2 2010 (junior)
  -  Médaille d'or en C1 par équipe 2010 et 2011
  -  Médaille d'or en C2 par équipe 2010 et 2011
  -  Médaille d'argent en C1 en 2011 et 2013
  -  Médaille d'or en C2 en 2011 et 2013
  -  Médaille de bronze en C1 en 2014
  -  Médaille de bronze en C2 en 2014

- Classique :
  -  Médaille d'argent en C1 en 2007 et 2008 (cadet)
  -  Médaille d'or en C1 2010 (junior)
  -  Médaille d'or en C2 2010 (junior)
  -  Médaille d'argent en C2 en 2011 et 2013
  -  Médaille de bronze en C2 en 2012 et 2014
  -  Médaille d'argent en C1 en 2013